# 晚安媽咪
《晚安媽咪》（德語：Ich seh, Ich seh；英文：Good Night Mommy）是一部2014年的奧地利恐怖電影，內容講述的是兩位患有替身綜合症雙胞胎男孩的故事。這部電影由薇若妮卡·法蘭茲和賽佛林·費雅拉編劇及導演。該電影在第88屆奧斯卡金像獎中被提交為代表奧地利的奧斯卡最佳外語片獎，但沒有被提名。

## 情節
一名女子（蘇珊·衛斯飾）在接受完整容手術後，回到了她現代感十足而位於偏遠河畔的家。家中迎接她的是兩個十歲的雙胞胎兒子，分別是哥哥伊利亞和弟弟盧卡斯（伊利亞·舒瓦茲和盧卡斯·舒瓦茲飾）。這位女子的頭部被層層繃帶包裹住，只有眼睛和嘴巴露出來。雙胞胎對於母親這樣容貌感到很不安，而且他們在見識母親表現奇怪的言行舉止後在情感上更加退縮。女子刻意地忽略盧卡斯的存在，且言談時也只針對伊利亞。縱使時至酷暑，母親指示雙胞胎在白天時拉下窗簾和百葉窗。她還禁止屋內出現任何噪音，並要求雙胞胎只能在室外玩耍。此外，母親還會在伊莉亞不乖或調皮時，冷酷且無情地責罵他。雙胞胎認為這絕對不是他們母親會做的事。
雙胞胎開始懷疑這個隱藏在層層繃帶之下的女子其實不是他們的母親。他們的懷疑後來在他們找到一張老照片後得到證實。照片裡頭是他們的母親與另一位與他們母親衣著相同、身型神似，但他們卻從沒看過的女人。雙胞胎懷疑這個住在家裡的女子根本是一個假冒他們母親的騙子，於是他們將這位女子綑綁在床上，脅迫女子除非說出他們母親的下落否則不會放開她。女子仍堅稱她就是他們的母親。雙胞胎於是用膠帶封住女子的嘴以防她開口呼救。
此時，兩位紅十字會的員工來訪想收取捐款。他們一開始在家等待們母親回來，但在接受伊利亞偷偷自母親皮夾取得的一大筆鈔票之後離開。這時候，女子破壞了封住的嘴巴的膠帶出聲呼救，但時至已晚，紅十字員工已經走遠了。雙胞胎這時用強力膠封住她的嘴，但又發現這樣她無法進食，於是他們用一把小剪刀割開女子被封住的嘴。
女子因為被綑綁在床無法起身上廁所，因此她尿溼了床單。雙胞胎暫時解下捆綁女子手腕的布條讓她休息一會，但如此反使得女子趁機制服雙胞胎並逃跑。然而，雙胞胎老早設下一個陷阱，女子被陷阱絆倒後頭部受撞擊陷入昏迷。女子醒來後發現自己被黏在地板上。伊利亞開始點火燒屋子逼女子講出他們母親的下落。女子依舊堅稱自己就是他們真正的母親。
女子告訴伊利亞，在她回到家之前，盧卡斯早在一場意外中身亡。女子哭著向伊利亞解釋盧卡斯的死並不是他的錯，她懇求兒子放她走，如此才能真正從這場悲劇的傷痛之中走出來。伊利亞要女子說盧卡斯現在做什麼來證明自己的確是他們的母親。伊利亞認為如果她真是母親的話她應可以看見盧卡斯。因此，伊利亞抓住盧卡斯的手臂然後點燃窗簾。女子在消防隊抵達前被燒死了。
電影的最後一幕是伊利亞和母親及盧卡斯一起走過玉米田，三人笑容滿面，互相擁抱。或許伊利亞能與母親和盧卡斯永遠在一起，也就是他們三人在天堂見面。

## 演員
- 蘇珊·衛斯飾母親
- 伊利亞·舒瓦茲飾伊利亞
- 盧卡斯·舒瓦茲飾盧卡斯

## 外部連結
- 互联网电影数据库（IMDb）上《Goodnight Mommy》的资料（英文）（英文）
- 爛番茄上《晚安媽咪》的資料（英文）（英文）
- Metacritic上《Goodnight Mommy》的資料（英文）（英文）